# 1743
Évszázadok: 17. század – 18. század – 19. század
Évtizedek: 1690-es évek – 1700-as évek – 1710-es évek – 1720-as évek – 1730-as évek – 1740-es évek – 1750-es évek – 1760-as évek – 1770-es évek – 1780-as évek – 1790-es évek
Évek: 1738 – 1739 – 1740 – 1741 –  1742 – 1743 – 1744 – 1745 – 1746 – 1747 – 1748

## Események

### Határozott dátumú események
- március 6. – Győr szabad királyi városi rangot kap Mária Teréziától.[1]
- április 18. – Mária Terézia megerősíti a magyarországi szerbek 1691-ben kapott kiváltságait.[2]
- május 12. – Mária Teréziát Prágában Csehország királyává koronázzák.[3]
- június 23. – A dettingeni csata.[4] (A brit–osztrák–hannoveri szövetséges erők meghátrálásra kényszerítik a franciákat)
- augusztus 18. (Julián naptár szerint augusztus 7.) – Svédország és Oroszország megköti az åboi békét.[5]
- augusztus 27. – Henry Pelham whig párti politikus Nagy-Britannia miniszterelnöke lesz.[6]
- szeptember 13. – A wormsi szerződésben(wd) Nagy-Britannia, Hollandia és Szardinia elismeri Mária Terézia uralkodói jogait a Habsburg Birodalomban.[7]

### Határozatlan dátumú események
- az év folyamán – 
  - Lécs Ágoston tihanyi apát megtisztítja a bencés rend tulajdonában lévő balatonfüredi savanyúvizes források környékét, s ezzel kezdetét veszi a fürdőkultúra.[8]

## Születések
- február 19. – Luigi Boccherini, olasz preklasszicista illetve klasszicista korszak zeneszerző, virtuóz csellista († 1805)
- április 13. – Thomas Jefferson, a függetlenségi nyilatkozat egyik alkotója, az Egyesült Államok harmadik elnöke († 1826)
- május 24. – Jean-Paul Marat, francia forradalmár, orvos († 1793)
- augusztus 19. – Madame du Barry, XV. Lajos francia király szeretője († 1793)
- augusztus 26. – Antoine Lavoisier, francia kémikus († 1794)
- december 1. – Martin Heinrich Klaproth német vegyész († 1817)
- december 5. – Louisa Lennox, Richmond 2. hercegének leánya, Thomas Conolly felesége († 1821)

## Halálozások
- június 12. – Johann Bernhard Bach II (Ohrduf), német zeneszerző, orgonista (* 1700)
- szeptember 8. – Károlyi Sándor gróf, kuruc hadvezér (* 1669)
- november 24. – Groll Adolf győri püspök (* 1681)